# Центр рекрутингу української армії
Це́нтри рекру́тингу украї́нської а́рмії — спеціалізовані установи, що надають послуги з інформування, консультування та супроводу громадян щодо проходження військової служби в Збройних Силах України та інших складових Сил безпеки і оборони. Створені у 2024 році Міністерством оборони України як елемент реформи системи комплектування армії. Функціонують на принципах відкритості, добровільності та орієнтації на потреби кандидата.

## Загальна інформація
Центри рекрутингу є точками контакту між громадянами та системою оборони. У цих установах громадяни можуть дізнатися про актуальні військові вакансії, отримати консультацію, пройти співбесіду з рекрутером, а також отримати супровід під час оформлення документів та призначення на військову посаду.
Мережа центрів діє по всій території України. Значна частина з них функціонує на базі Центрів надання адміністративних послуг (ЦНАПів), що забезпечує зручність доступу для громадян.

## Історія створення
Центри рекрутингу було запроваджено як пілотний проєкт Міністерства оборони України у лютому 2024 року. Перший такий центр відкрився у Львові. Впровадження центрів є частиною ширшої трансформації сектору безпеки, яка передбачає перехід від мобілізаційного підходу до моделі добровільного рекрутингу.
У 2024—2025 роках мережа Центрів була розширена до 48 установ, що охоплюють усі регіони України.

## Мета створення
Центри рекрутингу створені з метою:
- забезпечення доступної, прозорої та зрозумілої системи вступу на військову службу;
- надання якісних консультацій щодо військової кар'єри;
- підвищення привабливості служби в секторі безпеки та оборони;
- індивідуального підбору посад відповідно до кваліфікації кандидатів.

## Основні функції
До основних функцій Центрів рекрутингу належать:
- інформування про відкриті вакансії у Збройні Сили України та інших підрозділах сектору безпеки;
- первинна консультація кандидатів;
- проведення співбесід з метою виявлення мотивації та відповідності;
- допомога в оформленні документів та направлення на медичну комісію;
- супровід кандидата до моменту зарахування на посаду.

## Принципи роботи
Центри рекрутингу діють на основі таких принципів:
- Добровільність — участь у відборі здійснюється за бажанням громадянина;
- Прозорість — процес рекрутингу відкритий і зрозумілий для кандидатів;
- Доступність — громадяни можуть звертатися до будь-якого Центру незалежно від місця реєстрації;
- Орієнтація на потреби кандидата — підбір посад відповідно до навичок, досвіду та особистих побажань.

## Географія та доступність
Станом на липень 2025 року в Україні функціонує 48 Центрів рекрутингу. Вони діють у всіх областях та великих населених пунктах. Більшість центрів розміщено у приміщеннях ЦНАПів, що забезпечує зручність для громадян.
Актуальний перелік адрес можна знайти на офіційному сайті: recruiting.mod.gov.ua

## Роль у реформі
Центри рекрутингу є складовою частиною реформи сектору безпеки та оборони України. Вони замінюють застарілу модель військкоматів у питанні добровільного набору, забезпечуючи більш сучасний, прозорий і персоналізований підхід до залучення кадрів.

## Законодавче регулювання
Центри рекрутингу діють відповідно до внутрішніх нормативних актів Міністерства оборони України. У 2024—2025 роках ведеться підготовка до впровадження спеціального законодавчого регулювання механізмів рекрутингу на державному рівні.